# Roberts Uldriķis
Roberts Uldriķis (Riga, 3 de abril de 1998) es un futbolista letón. Su posición es la de delantero y su club es el Arminia Bielefeld de la 2. Bundesliga.

## Trayectoria

### Inicios y Metta/LU
Su debut como profesional fue el 12 de abril de 2015 en un partido de liga contra el Skonto Riga FC entrando de cambio al minuto 53' por Daņilovs. Su primer gol como profesional lo anotó el 31 de octubre del mismo año también en un partido de liga pero ahora contra el FK Spartaks Jūrmala.

### Riga FC
Para el año 2017 se convirtió en nuevo jugador del Riga FC. Su primer partido con el club fue el 12 de marzo de 2017 en la jornada uno ante el FK Spartaks Jūrmala, el partido terminó con victoria para su club y Uldriķis marcó dos goles en los minutos 78' y 90'.

### FC Sion
Para la temporada 2018-19 se hizo oficial su traspaso al FC Sion. Su primer partido con el equipo suizo fue el 22 de julio de 2018 en la jornada uno de la Superliga de Suiza en donde enfrentaron al FC Lugano y terminaron perdiendo por marcador de 1-2, Uldriķis ingresó al minuto 64' por Carlitos.

### SC Cambuur
El 31 de agosto de 2021 se hizo oficial su llegada al SC Cambuur firmando un contrato hasta 2023. Finalmente estuvo en el club hasta 2024, momento en el que fichó por el Athens Kallithea F. C. Con este equipo marcó un gol en quince encuentros de la Superliga de Grecia y el siguiente mes de enero fue traspasado al Arminia Bielefeld.

## Selección nacional

### Participaciones en selección
| Torneo                                                                  | Categoría | Sede    | Resultado    | Partidos | Goles |
| ----------------------------------------------------------------------- | --------- | ------- | ------------ | -------- | ----- |
| Fase de clasificación para el Campeonato Europeo Sub-17 de la UEFA 2015 | Sub-17    | Letonia | No clasificó | 3        | 0     |
| Fase de clasificación para el Campeonato Europeo de la UEFA Sub-19 2017 | Sub-19    | Ucrania | No clasificó | 3        | 0     |
| Fase de clasificación par la Eurocopa Sub-21 de 2019                    | Sub-21    | Italia  | No clasificó | 5        | 2     |
| Liga de Naciones de la UEFA 2018                                        | Absoluta  | UEFA    | Primera fase | 2        | 0     |
| Liga de Naciones de la UEFA 2020-21                                     | Absoluta  | UEFA    | Primera fase | 3        | 0     |
| Liga de Naciones de la UEFA 2022-23                                     | Absoluta  | UEFA    | Ascenso      | 4        | 2     |

## Estadísticas

### Clubes
Actualizado al último partido jugado el 10 de noviembre de 2024.
| Metta/LU Letonia | 1.ª           | 2015          | 15  | 1  | 3  | 3  | ― | ― | 18  | 4  | 0,22 |
| Metta/LU Letonia | 1.ª           | 2016          | 22  | 6  | 2  | 1  | ― | ― | 24  | 7  | 0,29 |
| Metta/LU Letonia | Total club    | Total club    | 37  | 7  | 5  | 4  | 0 | 0 | 42  | 11 | 0,26 |
| Riga F. C. Letonia | 1.ª           | 2017          | 25  | 5  | 6  | 2  | ― | ― | 31  | 7  | 0,22 |
| Riga F. C. Letonia | 1.ª           | 2018          | 10  | 7  | 1  | 2  | ― | ― | 11  | 9  | 0,81 |
| Riga F. C. Letonia | Total club    | Total club    | 35  | 12 | 7  | 4  | 0 | 0 | 42  | 16 | 0,38 |
| F. C. Sion · Suiza | 1.ª           | 2018-19       | 21  | 4  | 1  | 0  | ― | ― | 22  | 4  | 0,18 |
| F. C. Sion · Suiza | 1.ª           | 2019-20       | 24  | 4  | 2  | 1  | ― | ― | 26  | 5  | 0,17 |
| F. C. Sion · Suiza | 1.ª           | 2020-21       | 24  | 3  | 2  | 0  | ― | ― | 26  | 3  | 0,23 |
| F. C. Sion · Suiza | 1.ª           | 2021-22       | 3   | 0  | 1  | 1  | ― | ― | 4   | 1  | 0,25 |
| F. C. Sion · Suiza | Total club    | Total club    | 72  | 11 | 6  | 2  | 0 | 0 | 78  | 13 | 0,20 |
| S. C. Cambuur · Países Bajos | 1.ª           | 2021-22       | 21  | 6  | 1  | 0  | ― | ― | 22  | 6  | 0,27 |
| S. C. Cambuur · Países Bajos | 1.ª           | 2022-23       | 28  | 1  | 1  | 0  | ― | ― | 29  | 1  | 0,03 |
| S. C. Cambuur · Países Bajos | 2.ª           | 2023-24       | 32  | 12 | 5  | 3  | ― | ― | 37  | 15 | 0,41 |
| S. C. Cambuur · Países Bajos | Total club    | Total club    | 81  | 19 | 7  | 3  | 0 | 0 | 88  | 22 | 0,25 |
| Athens Kallithea FC · Grecia | 1.ª           | 2024-25       | 9   | 1  | 1  | 0  | ― | ― | 10  | 1  | 0,10 |
| Athens Kallithea FC · Grecia | Total club    | Total club    | 9   | 1  | 1  | 0  | 0 | 0 | 10  | 1  | 0,10 |
| Total carrera | Total carrera | Total carrera | 234 | 50 | 25 | 13 | 0 | 0 | 259 | 63 | 0,25 |
| (1) Incluye datos de Copa de Letonia, Copa Suiza, Copa de los Países Bajos y Copa de Grecia. (2) Incluye datos de Liga de Campeones de la UEFA y Liga Europa de la UEFA. (3) No incluye goles en partidos amistosos. |               |               |     |    |    |    |   |   |     |    |      |

### Selecciones
Actualizado al último partido jugado el 16 de noviembre del 2021.
| Selección        | Año   | Eliminatorias | Eliminatorias | Eliminatorias | Continental | Continental | Continental | Mundial | Mundial | Mundial | Amistosos | Amistosos | Amistosos | Total | Total | Total  | Media goleadora |
| Selección        | Año   | Part.         | Goles         | Asist.        | Part.       | Goles       | Asist.      | Part.   | Goles   | Asist.  | Part.     | Goles     | Asist.    | Part. | Goles | Asist. | Media goleadora |
| ---------------- | ----- | ------------- | ------------- | ------------- | ----------- | ----------- | ----------- | ------- | ------- | ------- | --------- | --------- | --------- | ----- | ----- | ------ | --------------- |
| Sub-17 Letonia   | 2015  | 3             | 0             | 0             | —           | —           | —           | —       | —       | —       | —         | —         | —         | 3     | 0     | 0      | 0.00            |
| Sub-17 Letonia   | Total | 3             | 0             | 0             | 0           | 0           | 0           | 0       | 0       | 0       | 0         | 0         | 0         | 3     | 0     | 0      | 0.00            |
| Sub-19 Letonia   | 2017  | 3             | 0             | 0             | —           | —           | —           | —       | —       | —       | —         | —         | —         | 3     | 0     | 0      | 0.00            |
| Sub-19 Letonia   | Total | 3             | 0             | 0             | 0           | 0           | 0           | 0       | 0       | 0       | 0         | 0         | 0         | 3     | 0     | 0      | 0.00            |
| Sub-21 Letonia   | 2019  | —             | —             | —             | 5           | 2           | 0           | —       | —       | —       | —         | —         | —         | 5     | 2     | 0      | 0.00            |
| Sub-21 Letonia   | Total | 0             | 0             | 0             | 5           | 2           | 0           | 0       | 0       | 0       | 0         | 0         | 0         | 5     | 2     | 0      | 0.40            |
| Absoluta Letonia | 2017  | 2             | 0             | 0             | —           | —           | —           | —       | —       | —       | 1         | 0         | 0         | 3     | 0     | 0      | 0.00            |
| Absoluta Letonia | 2018  | —             | —             | —             | 2           | 0           | 0           | —       | —       | —       | 3         | 1         | 0         | 5     | 1     | 0      | 0.20            |
| Absoluta Letonia | 2019  | —             | —             | —             | 6           | 0           | 0           | —       | —       | —       | —         | —         | —         | 6     | 0     | 0      | 0.00            |
| Absoluta Letonia | 2020  | —             | —             | —             | 1           | 0           | 0           | —       | —       | —       | 4         | 0         | 0         | 5     | 0     | 0      | 0.00            |
| Absoluta Letonia | 2021  | 10            | 2             | 1             | —           | —           | —           | —       | —       | —       | 3         | 1         | 0         | 12    | 3     | 1      | 0.25            |
| Absoluta Letonia | Total | 12            | 2             | 1             | 9           | 0           | 0           | 0       | 0       | 0       | 10        | 2         | 0         | 32    | 4     | 1      | 0.13            |
| Total            | Total | 18            | 2             | 1             | 14          | 2           | 0           | 0       | 0       | 0       | 11        | 2         | 0         | 43    | 6     | 1      | 0.14            |
| 1. 2.            |       |               |               |               |             |             |             |         |         |         |           |           |           |       |       |        |                 |

#### Partidos internacionales
| Detalle de partidos internacionales | Detalle de partidos internacionales | Detalle de partidos internacionales                    | Detalle de partidos internacionales | Detalle de partidos internacionales | Detalle de partidos internacionales | Detalle de partidos internacionales | Detalle de partidos internacionales |
| N°                                  | Fecha                               | Estadio                                                | Rival                               | Resultado                           | Goles                               | Asist.                              | Competición                         |
| Selección absoluta                  | Selección absoluta                  | Selección absoluta                                     | Selección absoluta                  | Selección absoluta                  | Selección absoluta                  | Selección absoluta                  | Selección absoluta                  |
| ----------------------------------- | ----------------------------------- | ------------------------------------------------------ | ----------------------------------- | ----------------------------------- | ----------------------------------- | ----------------------------------- | ----------------------------------- |
| 1.                                  | 12 de junio de 2017                 | Estadio Skonto, Riga, Letonia                          | Estonia                             | 1:2                                 |                                     |                                     | Amistoso                            |
| 2.                                  | 7 de octubre de 2017                | Tórsvøllur, Tórshavn, Islas Faroe                      | Islas Feroe                         | 0:0                                 |                                     |                                     | Clasificación de UEFA Mundial 2018  |
| 3.                                  | 10 de octubre de 2017               | Estadio Skonto, Riga, Letonia                          | Andorra                             | 4:0                                 |                                     |                                     | Clasificación de UEFA Mundial 2018  |
| 4.                                  | 22 de marzo de 2018                 | Marbella Football Center, San Pedro Alcántara, España  | Islas Feroe                         | 1:1                                 |                                     |                                     | Amistoso                            |
| 5.                                  | 25 de marzo de 2018                 | Estadio Victoria, Av. Winston Churchill, Gibraltar     | Gibraltar                           | 1:0                                 |                                     |                                     | Amistoso                            |
| 6.                                  | 9 de junio de 2018                  | Estadio Daugava, Riga, Letonia                         | Azerbaiyán                          | 1:3                                 | 90+4'                               |                                     | Amistoso                            |
| 7.                                  | 6 de septiembre de 2018             | Estadio Daugava, Riga, Letonia                         | Andorra                             | 0:0                                 |                                     |                                     | Liga de Naciones UEFA 2018-19       |
| 8.                                  | 19 de noviembre de 2018             | Estadio Nacional, Andorra la Vieja, Andorra            | Andorra                             | 0:0                                 |                                     |                                     | Liga de Naciones UEFA 2018-19       |
| 9.                                  | 21 de marzo de 2019                 | Estadio Filip II, Skopie, Macedonia del Norte          | Macedonia del Norte                 | 3:1                                 |                                     |                                     | Clasificación para la Eurocopa 2020 |
| 10.                                 | 24 de marzo de 2019                 | Estadio Nacional, Varsovia, Polonia                    | Polonia                             | 2:0                                 |                                     |                                     | Clasificación para la Eurocopa 2020 |
| 11.                                 | 6 de septiembre de 2019             | Red Bull Arena, Salzburgo, Austria                     | Austria                             | 6:0                                 |                                     |                                     | Clasificación para la Eurocopa 2020 |
| 12.                                 | 9 de septiembre de 2019             | Estadio Daugava, Riga, Letonia                         | Macedonia del Norte                 | 0:2                                 |                                     |                                     | Clasificación para la Eurocopa 2020 |
| 13.                                 | 16 de noviembre de 2019             | Estadio Stožice, Liubliana, Eslovenia                  | Eslovenia                           | 1:0                                 |                                     |                                     | Clasificación para la Eurocopa 2020 |
| 14.                                 | 19 de noviembre de 2019             | Estadio Daugava, Riga, Letonia                         | Austria                             | 1:0                                 |                                     |                                     | Clasificación para la Eurocopa 2020 |
| 15.                                 | 3 de septiembre de 2020             | Estadio Daugava, Riga, Letonia                         | Andorra                             | 0:0                                 |                                     |                                     | Liga de Naciones UEFA 2020-21       |
| 16.                                 | 7 de octubre de 2020                | Estadio Pod Goricom, Podgorica, Montenegro             | Montenegro                          | 1:1                                 |                                     |                                     | Amistoso                            |
| 17.                                 | 10 de octubre de 2020               | Tórsvøllur, Tórshavn, Islas Feroe                      | Islas Feroe                         | 0:0                                 |                                     |                                     | Liga de Naciones UEFA 2020-21       |
| 18.                                 | 13 de octubre de 2020               | Estadio Daugava, Riga, Letonia                         | Malta                               | 0:1                                 |                                     |                                     | Liga de Naciones UEFA 2020-21       |
| 19.                                 | 11 de noviembre de 2020             | Estadio Olímpico de San Marino, Serravalle, San Marino | San Marino                          | 0:3                                 |                                     |                                     | Amistoso                            |
| 20.                                 | 24 de marzo de 2021                 | Estadio Skonto, Riga, Letonia                          | Montenegro                          | 1:2                                 |                                     |                                     | Clasificación de UEFA Mundial 2022  |
| 21.                                 | 27 de marzo de 2021                 | Amsterdam Stadium Arena, Ámsterdam, Países Bajos       | Países Bajos                        | 2:0                                 |                                     |                                     | Clasificación de UEFA Mundial 2022  |
| 22.                                 | 30 de marzo de 2021                 | Estadio Olímpico Atatürk, Estambul, Turquía            | Turquía                             | 3:3                                 | 58'                                 |                                     | Clasificación de UEFA Mundial 2022  |
| 23.                                 | 4 de junio de 2021                  | Estadio Daugava, Riga, Letonia                         | Lituania                            | 3:1                                 | 85'                                 |                                     | Copa Báltica 2021                   |
| 24.                                 | 7 de junio de 2021                  | Merkur Spiel-Arena, Düsseldorf, Alemania               | Alemania                            | 7:1                                 |                                     |                                     | Amistoso                            |
| 25.                                 | 10 de junio de 2021                 | A. Le Coq Arena, Tallin, Estonia                       | Estonia                             | 2:1                                 |                                     |                                     | Copa Báltica 2021                   |
| 26.                                 | 1 de septiembre de 2021             | Estadio Daugava, Riga, Letonia                         | Gibraltar                           | 3:1                                 |                                     |                                     | Clasificación de UEFA Mundial 2022  |
| 27.                                 | 4 de septiembre de 2021             | Estadio Daugava, Riga, Letonia                         | Noruega                             | 0:2                                 |                                     |                                     | Clasificación de UEFA Mundial 2022  |
| 28.                                 | 7 de septiembre de 2021             | Estadio Pod Goricom, Podgorica, Montenegro             | Montenegro                          | 0:0                                 |                                     |                                     | Clasificación de UEFA Mundial 2022  |
| 29.                                 | 8 de octubre de 2021                | Estadio Daugava, Riga, Letonia                         | Países Bajos                        | 0:1                                 |                                     |                                     | Clasificación de UEFA Mundial 2022  |
| 30.                                 | 8 de octubre de 2021                | Estadio Daugava, Riga, Letonia                         | Turquía                             | 1:2                                 |                                     |                                     | Clasificación de UEFA Mundial 2022  |
| 31.                                 | 13 de noviembre de 2021             | Ullevaal Stadion, Oslo, Noruega                        | Noruega                             | 0:0                                 |                                     |                                     | Clasificación de UEFA Mundial 2022  |
| 32.                                 | 16 de noviembre de 2021             | Estadio Victoria, Av. Winston Churchill, Gibraltar     | Gibraltar                           | 1:3                                 | 55'                                 | 25'                                 | Clasificación de UEFA Mundial 2022  |

## Palmarés

### Campeonatos nacionales
| Título   | Club       | País    | Año  |
| -------- | ---------- | ------- | ---- |
| Virslīga | Riga F. C. | Letonia | 2018 |